# Ayacor
Ayacor (en valenciano Aiacor) es una pedanía de Canals en la Comunidad Valenciana, España. Está situado en el sur de la provincia de Valencia, en la comarca de La Costera. Cuenta con 727 habitantes (INE 2018).

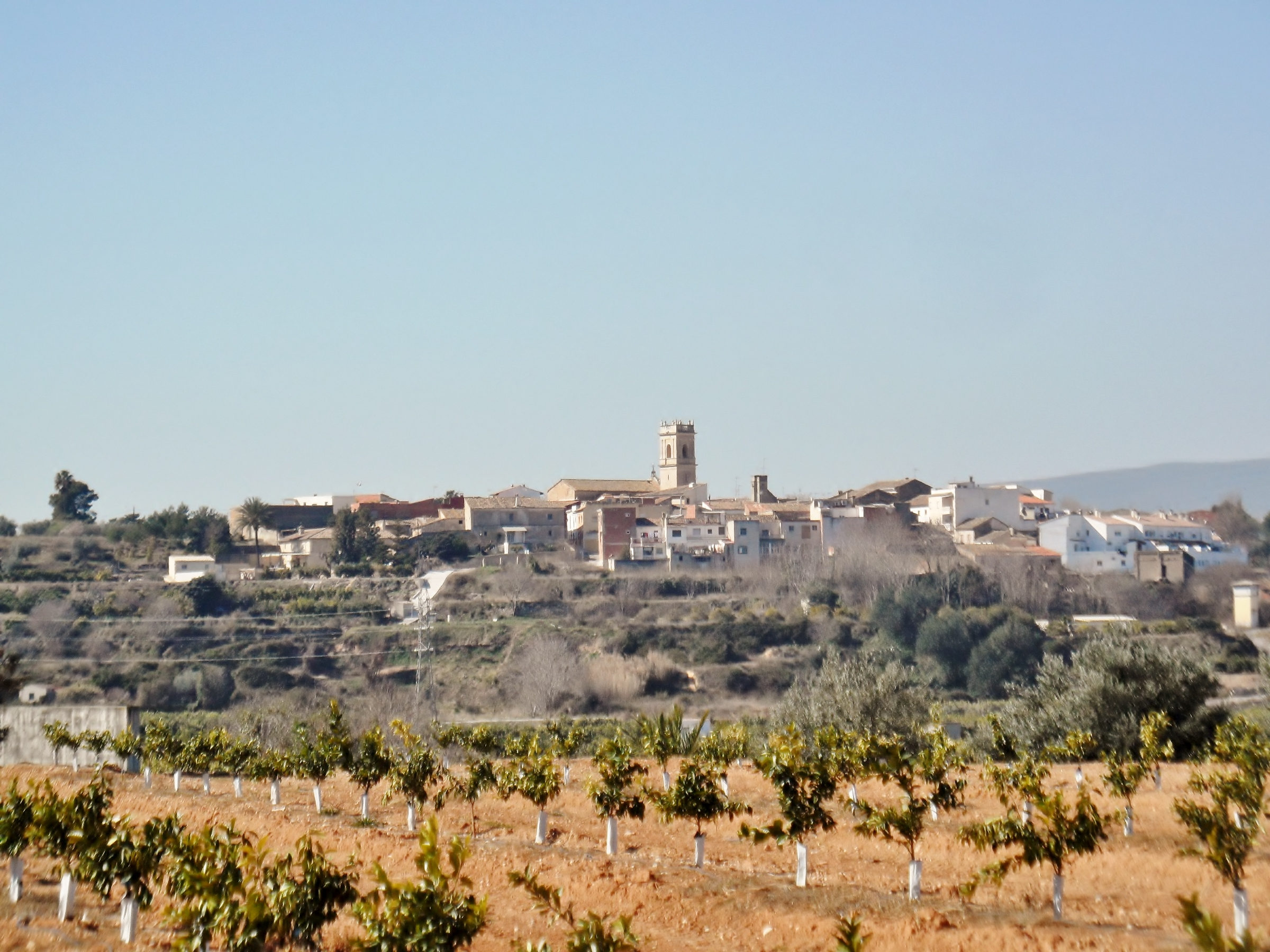
Ayacor visto desde Anahuir.

## Geografía

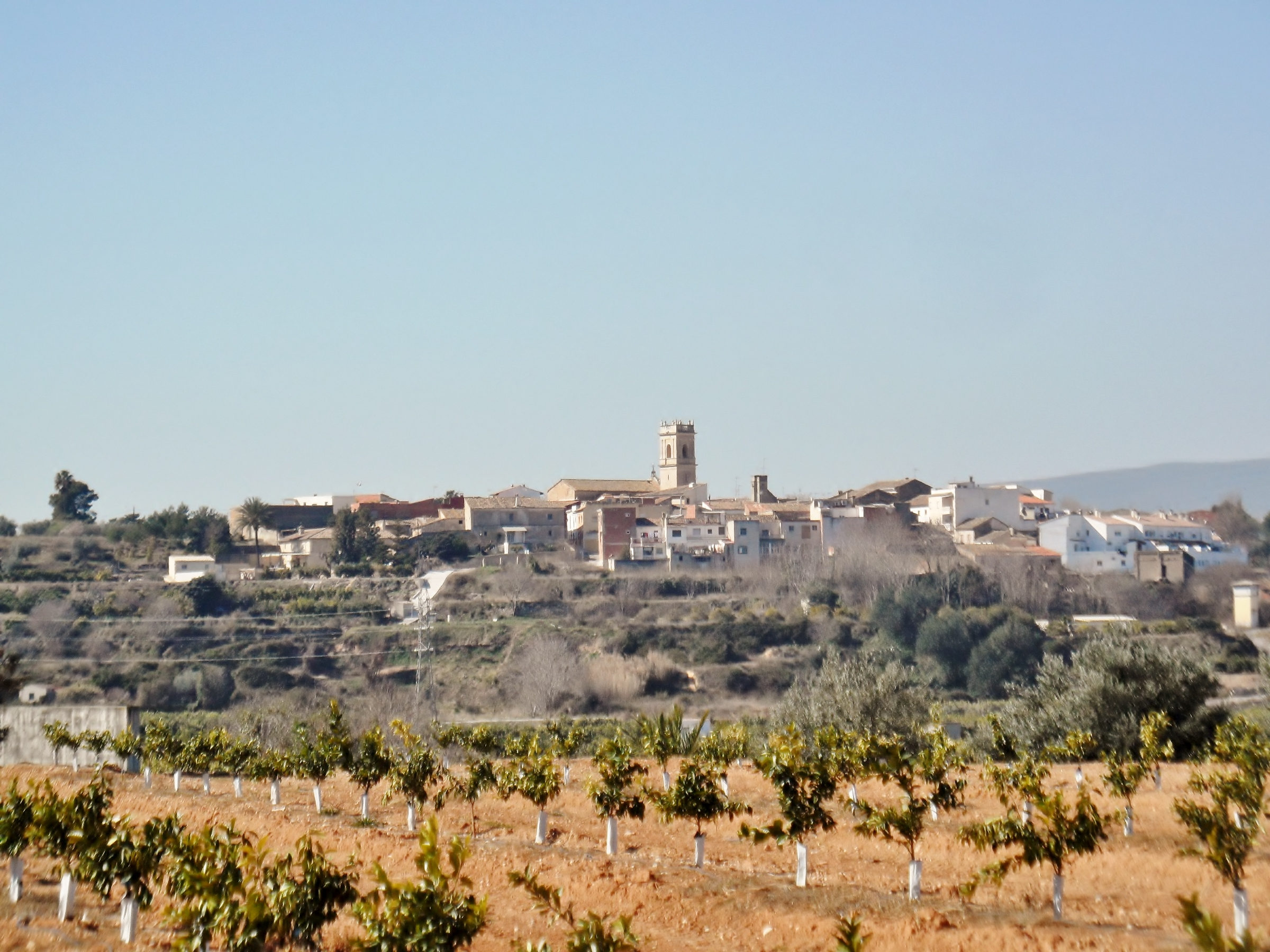
Ayacor visto desde Anahuir.

La pedanía se sitúa a la izquierda del río Cáñoles, sobre una plana regada por las acequias de la Llosa de Ranes que son drenadas a partir del agua del río de los Santos.

### Localidades limítrofes
La pedanía de Ayacor limita con las siguientes localidades:
Alcudia de Crespins, Ayelo de Malferit, Cerdá, La Granja de la Costera, Játiva, Llanera de Ranes, Montesa, Ollería, Torrella y Vallés, todas ellas de la provincia de Valencia.

### Climatología
El clima en Ayacor es mediterráneo, aunque por su situación relativamente alejada de la costa y entre valles, en una ladera de solana (hacia el sureste), los veranos son más calurosos que en otras zonas de la Comunidad Valenciana, registrándose frecuentemente las máximas de toda la región en verano.

## Historia
Antigua alquería musulmana, tenía el 1609, año de la expulsión morisca, 63 hogares de cristianos nuevos. Hasta 1879 constituyó un municipio.

## Demografía
| Gráfica de evolución demográfica de Ayacor entre 1842 y 1877 |
| |
| Población de derecho según los censos de población del INE Población de hecho según los censos de población del INEEn 1877 crece el término del municipio porque incorpora a Torre Cerdá En 1887 este municipio desaparece porque se integra en el municipio Canals |

Ayacor cuenta con 730 habitantes (INE 2019).
| Evolución demográfica de Ayacor | Evolución demográfica de Ayacor | Evolución demográfica de Ayacor | Evolución demográfica de Ayacor | Evolución demográfica de Ayacor | Evolución demográfica de Ayacor | Evolución demográfica de Ayacor | Evolución demográfica de Ayacor | Evolución demográfica de Ayacor | Evolución demográfica de Ayacor | Evolución demográfica de Ayacor | Evolución demográfica de Ayacor | Evolución demográfica de Ayacor | Evolución demográfica de Ayacor | Evolución demográfica de Ayacor | Evolución demográfica de Ayacor | Evolución demográfica de Ayacor | Evolución demográfica de Ayacor | Evolución demográfica de Ayacor | Evolución demográfica de Ayacor |
| 1842                            | 1857                            | 1860                            | 1877                            | 1887                            | 1897                            | 1900                            | 1910                            | 1920                            | 1930                            | 1940                            | 1950                            | 1960                            | 1970                            | 1981                            | 1991                            | 2001                            | 2006                            | 2009                            | 2019                            |
| ------------------------------- | ------------------------------- | ------------------------------- | ------------------------------- | ------------------------------- | ------------------------------- | ------------------------------- | ------------------------------- | ------------------------------- | ------------------------------- | ------------------------------- | ------------------------------- | ------------------------------- | ------------------------------- | ------------------------------- | ------------------------------- | ------------------------------- | ------------------------------- | ------------------------------- | ------------------------------- |
| 340                             | 475                             | 479                             | 693                             | -                               | -                               | -                               | -                               | -                               | -                               | -                               | -                               | -                               | -                               | -                               | -                               | 705                             | 740                             | 1642                            | 730                             |

## Patrimonio
- Iglesia parroquial de San Jaime Apóstol: Construida en el siglo XVI (hasta entonces pertenecía a la colegiata de Xàtiva), tuvo anexa a la iglesia de Cerdá hasta principios del siglo XX. La actual iglesia se construyó en 1760.
- Ermita en honor al Stmo. Cristo del Monte Calvario.

## Cultura

### Fiestas
- Fiesta al Patrón del pueblo: San Jaime Apóstol, Semana del 25 de julio

- Fiestas al Santísimo Cristo del monte calvario:    
  - Primera semana de fiestas (Última semana de septiembre).
    - Bajada del Cristo, domingo por la mañana.

  - Segunda semana de fiestas.
    - Día de San Antonio de Pádua, sábado.
    - Subida del Cristo, domingo por la tarde/noche.

- Fiesta a la Patrona del pueblo: Nuestra Señora del Pilar, 12 de octubre.
- Feria de artesanía: Una semana después de la fiesta de la Pilarica.